# City of Melville
City of Melville is een Local Government Area (LGA) in Australië in de staat West-Australië in de agglomeratie van Perth. City of Melville telde 103.523 inwoners in 2021. De hoofdplaats is Booragoon.